# Araneus angulatus
Araneus angulatus este o specie de păianjeni din genul Araneus, familia Araneidae, descrisă de Clerck, 1757.

## Subspecii
Această specie cuprinde următoarele subspecii:
- A. a. afolius
- A. a. atricolor
- A. a. castaneus
- A. a. crucinceptus
- A. a. fuscus
- A. a. iberoi
- A. a. levifolius
- A. a. niger
- A. a. nitidifolius
- A. a. pallidus
- A. a. personatus
- A. a. serifolius